# アンシェントドーザー
アンシェントドーザー（ANCIENT DOZER）は、タイトーのコンピューターゲーム『ダライアス外伝』に登場するボスキャラクターで、架空の宇宙戦艦。ここでは、同じ古代節足動物モチーフのアコーディオンハザード（ACCORDION HAZARD）や、他の古代生物モチーフのキャラクターを記載。

## 特徴
ステージ2のBゾーンに登場する。
カブトガニがモチーフだが、尾剣と呼ばれる尾の剣状部分はなく、また甲羅部分上部にではなく、それを破壊すると現れる本体に（レーザーを発射するための）目が付いている点が本物のカブトガニと異なる。

## 能力
甲羅を纏っている状態ではキャタピラで地上を走行する。甲羅には砲台が二基付いており、レーザーを連射し、頂上部にはホーミングミサイルランチャーがある。更に後部からは大型ビーム弾やレーザーを発射する砲台を持ち、ストームコーザーのように画面奥へ下がってからは弾を連射して攻撃してくる。
レーザー砲台とミサイルランチャーを潰すと、体を上昇させて本体を現す。本体からは気門状の部分から虹色のレーザーを連射し、背部からホーミングミサイルを発射、目からは一定量ダメージを受けるとレーザーを撃ち返す。
全体が弱点で、脚部分は破壊可能。

## 他のカブトガニ型戦艦
シリーズには他に、このようなカブトガニ型戦艦が登場する。

### アンシェントヘルム(ANCIENT HELM)
ゲームボーイ版『サーガイア』の7面ボスで登場する。
甲羅前部からレーザーを撃ち、脇からはホーミングミサイルを撃ち、尾剣部分からは、地上を這って、自機に狙いを付ける爆弾を投下する。
アンシェントドーザーよりはカブトガニらしいフォルムになっている。尾剣と体の砲台を全て破壊すれば撃沈でき、最終面では体当たり攻撃も加えてくる。

### クラブアーマー（CRAB ARMOR）
PCエンジン版『スーパーダライアスⅡ』に登場するカブトガニ型戦艦。
ステージ4のG･Iゾーンに登場。甲羅前部分から前面5方向に放射状に回転弾を発射、先端部の口から子カブトガニ弾を吐き、尾を振るって岩を巻き上げたりホーミングミサイルや弾を撃つ。地上をせわしなく行ったり来たりする。
口がある以外は、脚が伸びており、アンシェントヘルムよりも更にカブトガニらしいフォルム。

## アコーディオンハザード（ACCORDION HAZARD）
『Gダライアス』の最終面ξゾーンに登場する。
アノマロカリス型戦艦で、アノマロカリスの特徴である二本の口元の触手からエネルギー弾、βビームを撃ち、同じく円形の口部分からはサークルレーザー、フェザー弾、スプレイガンを撃って、ソリドナイト、アイファザー・プラスを放出し、体の両脇からホーミングミサイル、目からはスパイラルビームとロングレーザーを発射し、触手を破壊されると、サーチライト状にビームを撃つ。
肛門部分からは三葉虫型ミサイルを発射し、アイファザー・プラスと共に、ソリドナイトを放つ。腹部からは蛇行移動してくる4連装爆雷3セットを投下し、体当たり攻撃の他、触手が破壊されても浮遊する透明な爪でβビームを発射できる。
エリアWは上部が黄、X’が緑になっている。下部はどちらもダークグリーンカラー。

## 他の古代生物型キャラ
スーパーファミコン版『ダライアスフォース』では、三葉虫型の中ボスが登場する。
ダライアス外伝では、ラベンというウミサソリ型のザコ敵が登場。